# Fermoposta
Il fermoposta (in francese poste restante) è un servizio postale che prevede che il destinatario non riceva la corrispondenza al proprio domicilio, come di consueto, ma si rechi a ritirarla presso un ufficio postale. 

## Descrizione
La consegna in fermoposta è utile per chi non ha un recapito fisso e quindi non ha altro modo di farsi consegnare la posta. Questo servizio consente anche un grado di riservatezza maggiore della consegna normale, poiché sull'invio non è scritto l'indirizzo del destinatario, ma quello dell'ufficio postale dove si vuole che sia ritirato.
L'Unione postale universale autorizza i suoi membri a riscuotere, oltre alla normale affrancatura, una tassa sugli invii inviati in fermoposta, sia di provenienza interna che straniera. La tassa generalmente è pagata dal destinatario, ma può essere assolta anche dal mittente.
In Italia la normativa consente un grado ancor maggiore di riservatezza, visto che in luogo del nome del destinatario si può scrivere il numero di un suo documento d'identità. Chiaramente, per poter ritirare la corrispondenza è necessario dimostrare di essere il destinatario, mostrando un documento all'ufficiale postale incaricato alla consegna. Di conseguenza, l'anonimato non è mai completo.
Dopo un periodo di giacenza presso l'ufficio di destinazione (generalmente sotto i trenta giorni) l'invio è riconsegnato al mittente.